# Sofia Muràtova
Sofia Muràtova (en rus: Софья Муратова) (Leningrad, Unió Soviètica 1929 - Moscou, Rússia 2006) fou una gimnasta artística russa, guanyadora de vuit medalles olímpiques.

## Biografia
Va néixer el 13 de juliol de 1929 a la ciutat de Leningrad, que en aquells moments formava part de la República Socialista Federada Soviètica de Rússia (Unió Soviètica) i que avui dia forma part de Rússia amb el nom de Sant Petersburg. Va casar-se amb el també gimnasta i medallista olímpic Valentín Muràtov.
L'any 1957 fou guardonada amb l'Orde de la Bandera Roja del Treball.
Va morir el 25 de setembre de 2006 a la ciutat de Moscou, capital de Rússia.

## Carrera esportiva
Va participar, als 27 anys, en els Jocs Olímpics d'Estiu de 1956 realitzats a Melbourne (Austràlia), on va aconseguir guanyar quatre medalles: la medalla d'or en el concurs complet (per equips), al costat de Tamara Mànina, Larissa Latínina, Lídia Kalínina, Polina Astàkhova i Liudmila Iegórova; i la medalla de bronze en les proves del concurs complet (individual), barres asimètriques i el concurs per aparells. Així mateix fou quarta en la prova d'exercici de terra, cinquena en el salt sobre cavall i desena en la barra d'equilibris.
Als Jocs Olímpics d'Estiu de 1960 realitzats a Roma (Itàlia) aconseguí guanyar novament quatre medalles: la medalla d'or en el concurs complet (per equips), la medalla de plata en el concurs complet (individual) i en la prova de salt sobre cavall, i la medalla de bronze en la barra d'equilibris. Així mateix fou quarta en la prova de barres asimètriques i cinquena en la prova d'exercici de terra.
Al llarg de la seva carrera guanyà cinc medalles al Campionat del Món de gimnàstica artística, entre elles tres medalles d'or.